# Héctor Moreira
Héctor Moreira (Escuintla, Escuintla, Guatemala, 27 de diciembre de 1987) actualmente milita en el Xelajú MC de la Liga Nacional de Guatemala, es un futbolista guatemalteco que se desempeña como defensa central.

## Trayectoria
Ha tenido participación en equipos de la Liga Nacional de Guatemala tales como Deportivo Zacapa, Universidad SC y CSD Municipal

## Clubes
| Club                   | País      | Año           |
| ---------------------- | --------- | ------------- |
| Deportivo Escuintla    | Guatemala | 2009 - 2010   |
| Deportivo Zacapa       | Guatemala | 2010 - 2011   |
| Universidad SC         | Guatemala | 2011 - 2016   |
| Xelajú Mario Camposeco | Guatemala | 2016 - 2018   |
| CSD Municipal          | Guatemala | 2018 - 2021   |
| Xelajú Mario Camposeco | Guatemala | 2021-presente |

## Palmarés

### Subcampeonatos nacionales
| Título               | Club      | País      | Año  |
| -------------------- | --------- | --------- | ---- |
| Torneo Clausura 2018 | Xelajú MC | Guatemala | 2018 |

### Campeonatos nacionales
| Título                     | Club            | País      | Año           |
| -------------------------- | --------------- | --------- | ------------- |
| Liga Nacional de Guatemala | C.S.D Municipal | Guatemala | 2020-Apertura |
| Liga Nacional de Guatemala | Xelajú MC       | Guatemala | 2023-Clausura |
| Liga Nacional de Guatemala | Xelaju MC       | Guatemala | Apertura 2024 |